# Fußball-Bayernliga
Die Bayernliga ist die zweithöchste Liga im bayerischen Männerfußball. Bis zur Einführung der Regionalliga Bayern im Jahr 2012 war sie die höchste Liga. Ausgerichtet wird die Bayernliga vom Bayerischen Fußball-Verband (BFV).

## Modus
Die Bayernliga umfasst in der Regel 18 Mannschaften pro Staffel (Nord und Süd), insgesamt also 36. Je nach Menge der auf- bzw. absteigenden Vereine kann die Anzahl aber schwanken, so waren es in der Saison 2012/13 37 Mannschaften, 18 in der Nord- und 19 in der Südstaffel.
Die Meister steigen nach Saisonende direkt in die Regionalliga Bayern auf, die Zweitplatzierten bestreiten eine Relegationsrunde mit dem Sechzehnten und Siebzehnten der Regionalliga Bayern um zwei Startplätze in der Regionalliga.
Die zwei Letztplatzierten jeder Staffel steigen in die Landesliga ab. Die Landesliga ist seit 2012 in die fünf Staffeln Nordwest, Nordost, Mitte, Südwest und Südost eingeteilt, die Meister der fünf Staffeln steigen direkt in die Bayernliga auf. Die fünf Vizemeister der Landesligen spielen in einer Relegationsrunde mit den Fünfzehnten und Sechzehnten der Bayernligen sowie dem schlechteren Tabellenvierzehnten drei weitere Startplätze in der Bayernliga aus.

## Geschichte
Die Bayernliga wurde erstmals in der Spielzeit 1945/46 als Landesliga ausgetragen und stellte zunächst bis 1950 die zweite und dann nach Einrichtung der II. Division unterhalb der Oberliga Süd die dritte Ebene im deutschen Ligasystem dar. Dies blieb sie auch nach Einführung der Fußball-Bundesliga bis zur Gründung der drittklassigen Regionalliga im Jahr 1994. Von 1950 bis zur Ligenreform 1978 wurde die Liga als 1. Amateurliga durchgeführt, danach als Amateur-Oberliga. Von 1994 bis zur Einführung der 3. Liga im Jahr 2008 war sie als Oberliga auf der vierten Ebene angesiedelt und stellt seitdem unter dem Namen Bayernliga die fünfthöchste Liga im deutschen Fußball dar. Seit der Spielzeit 2012/13 wird die Bayernliga wieder in zwei regionalen Gruppen Nord und Süd ausgespielt.
Der FC Memmingen steht an erster Stelle der ewigen Bayernliga-Tabelle. Die SpVgg Bayreuth ist mit acht Meisterschaften Rekordmeister der Bayernliga. Danach folgen der FC Augsburg (bis 1969 unter dem Namen BC Augsburg) mit sieben Meisterschaften und der TSV 1860 München mit fünf Meisterschaften, wobei 1860 zweimal die Meisterschaft mit der zweiten Mannschaft gewann.
Bis 1950 stieg der Meister direkt in die Oberliga Süd auf. Bis 1963 konnte der Bayernligameister – zumeist über eine Aufstiegsrunde gegen Meister benachbarter Amateurligen – in die 2. Oberliga Süd aufsteigen. 1946/47, 1947/48 und von 1953 bis 1963 gab es eine Nord- und eine Südstaffel der Bayernliga, die beiden Staffelmeister spielten den Meistertitel im direkten Vergleich aus (außer 1954; der Titelträger ist in der folgenden Auflistung zuerst genannt). Von 1964 bis 1974 stieg der Meister der Bayernliga direkt in die Regionalliga Süd auf, darauf folgend bis 1981 direkt in die 2. Bundesliga Süd. Von 1982 bis 1994 nahm der Bayernligameister zusammen mit den Meistern benachbarter Oberligen an einer Aufstiegsrunde teil, deren Sieger in die nun eingleisige 2. Bundesliga aufstieg. Von 1995 bis 2012 stieg der Bayernligameister bzw. der Bestplatzierte, der aufstiegsberechtigt war, wieder direkt in die Regionalliga Süd auf. Seit 2013 steigen beide Meister direkt in die höchste bayerische Spielklasse, die Regionalliga Bayern, auf, es wird kein gesamtbayerischer Meister ausgespielt.
Im Jahr 2020 gab es wegen der COVID-19-Pandemie keinen Saisonabschluss, die Spielzeit wurde verlängert und erstreckt sich somit über die Jahre 2019 bis 2021.

## Liste der Meister
| Als „Landesliga“ (zweite Spielklasse): - 1945/46 1. FC 01 Bamberg - 1946/47 - FC Wacker München (S) - FC Bayern Hof (N) - 1947/48 - BC Augsburg (S) - 1. FC 01 Bamberg (N) - 1948/49 SSV Jahn Regensburg - 1949/50 1. FC 01 Bamberg Als „1. Amateurliga“ (dritte Spielklasse): - 1950/51 VfL Neustadt - 1951/52 1. FC Amberg - 1952/53 ATS Kulmbach - 1953/54 - VfL Neustadt (N) - SpVgg Weiden (S) - 1954/55 - VfB Helmbrechts (N) - FC Penzberg (S) - 1955/56 - VfB Bayreuth (N) - ESV Ingolstadt-Ringsee (S) - 1956/57 - 1. FC 01 Bamberg (N) - FC Penzberg (S) - 1957/58 - 1. FC 01 Bamberg (N) - FC Wacker München (S) - 1958/59 - SpVgg Bayreuth (N) - TSV Schwaben Augsburg (S) - 1959/60 - TSV Schwaben Augsburg (S) - 1. FC Lichtenfels (N) - 1960/61 - 1. FC Haßfurt (N) - TSV 1860 München Amateure (S) - 1961/62 - ESV Ingolstadt-Ringsee (S) - SpVgg Büchenbach (N) - 1962/63 - TSV Straubing (S) - 1. FC 01 Bamberg (N) - 1963/64 FC Wacker München | - 1964/65 SpVgg Weiden - 1965/66 BC Augsburg - 1966/67 SSV Jahn Regensburg - 1967/68 ESV Ingolstadt-Ringsee - 1968/69 SpVgg Bayreuth - 1969/70 FC Wacker München - 1970/71 SpVgg Bayreuth - 1971/72 FC Wacker München - 1972/73 FC Augsburg - 1973/74 ASV Herzogenaurach - 1974/75 SSV Jahn Regensburg - 1975/76 FC Wacker München - 1976/77 FC Würzburger Kickers - 1977/78 1. FC Haßfurt Als „Oberliga“ (dritte Spielklasse): - 1978/79 ESV Ingolstadt-Ringsee - 1979/80 FC Augsburg - 1980/81 MTV Ingolstadt - 1981/82 FC Augsburg - 1982/83 SpVgg Unterhaching - 1983/84 TSV 1860 München - 1984/85 SpVgg Bayreuth - 1985/86 SpVgg Landshut - 1986/87 SpVgg Bayreuth - 1987/88 SpVgg Unterhaching - 1988/89 SpVgg Unterhaching - 1989/90 1. FC Schweinfurt 05 - 1990/91 TSV 1860 München - 1991/92 SpVgg Unterhaching - 1992/93 TSV 1860 München - 1993/94 FC Augsburg Als „Oberliga“ (vierte Spielklasse): - 1994/95 Wacker Burghausen - 1995/96 SC Weismain - 1996/97 TSV 1860 München Amateure - 1997/98 1. FC Schweinfurt 05 - 1998/99 SV Lohhof - 1999/2000 SSV Jahn Regensburg - 2000/01 SpVgg Ansbach 09 - 2001/02 FC Augsburg - 2002/03 1. SC Feucht - 2003/04 TSV 1860 München Amateure - 2004/05 SpVgg Bayreuth - 2005/06 FC Ingolstadt 04 - 2006/07 SSV Jahn Regensburg - 2007/08 SpVgg Bayreuth | Als „Bayernliga“ (fünfte Spielklasse): - 2008/09 SpVgg Weiden - 2009/10 FC Memmingen - 2010/11 FC Ismaning - 2011/12 TSV 1860 Rosenheim - 2012/13 - 1. FC Schweinfurt 05 (N) - SV Schalding-Heining (S) - 2013/14 - SpVgg Bayreuth (N) - BC Aichach (S) - 2014/15 - Viktoria Aschaffenburg (N) - TSV 1896 Rain (S) - 2015/16 - SV Seligenporten (N) - VfR Garching (S) - 2016/17 - VfB Eichstätt (N) - SV Pullach (S) - 2017/18 - Viktoria Aschaffenburg (N) - SV Heimstetten (S) - 2018/19 - TSV Aubstadt (N) - SV Türkgücü-Ataspor München (S) - 2019–21 - SC Eltersdorf (N) - FC Pipinsried (S) - 2021/22 - DJK Vilzing (N) - SpVgg Hankofen-Hailing (S) - 2022/23 - FC Eintracht Bamberg (N) - SV Schalding-Heining (S) - 2023/24 - SpVgg Hankofen-Hailing (N) - SV Erlbach (S) |

## Besonderheiten
Seit der Saison 2017/18 werden Spiele von freiwillig teilnehmenden Mannschaften beider Staffeln per Kamera aufgezeichnet und live auf sporttotal.com als Stream zur Verfügung gestellt.